# Leucopis saliceti
Leucopis saliceti är en tvåvingeart som beskrevs av Tanasijtshuk 2003. Leucopis saliceti ingår i släktet Leucopis och familjen markflugor. Inga underarter finns listade i Catalogue of Life.